# Göta-Lena
Lena Jansdotter Göthe, känd som Göta-Lena, född 10 oktober 1802 i Smula socken, död 4 december 1865 i Ullene socken, var en ryktbar klok gumma och spåkvinna i Västergötland. Hon är föremål för många sägner och historier. 

## Biografi
Göta-Lena var dotter till Jean Olofsson Göthe (1760–1831) och hans första hustru Annika Jonsdotter (1759–1827), och växte upp på ett torp på Ledsbacken under Hudene Storegården i Kinneveds socken, där hon levde fram till sitt giftermål.  
Göta-Lena gifte sig 1825 med Anders Johansson (1801–1861). Paret fick flera barn, bland andra sönerna Anders och Carl August och dottern Johanna. Paret levde på torpet Ormeliden eller Tapperslyckan under Lagerstorp Lillegården i Kinneved socken fram till 1836, och sedan på Klockaretomten i Luttra, innan de flyttade till fattigbebyggelsen Klockarhemstaden eller Klockarehemmet i Södra Fågelås socken på Hökensås 1854. Efter makens död levde hon med en av sina söner i en stuga på Lilla Malmeneslätt i Ullene socken (stugan revs 1930). 
Göta-Lena var verksam som klok gumma och spåkvinna och känd över stora delar av Västergötland. Hon sades kunna bota sjukdomar och tog emot kunder från flera mils omkrets. Göta-Lena kunde även se eller visa vem som stulit ett föremål, var stöldgodset förvarades eller var en bortsprungen ko höll till. Enligt sägnerna ska dessa bilder visats i ett fat vatten, i kaffesump eller på en näsduk. Hon kunde även sätta trollskott på folk. En del sägner berättar även om hur hon samspråkade med djävulen. Sägnerna berättar att Göta-Lena ska ha fått sina kunskaper genom att ha smakat på avkok av en vit orm. 
Göta-Lenas dotter Johanna Andersdotter var också hon klok gumma, liksom även hennes dotterdotter, Johannas och dennas make Magnus Mårtenssons dotter Frida Kristina Mårtensson, som var känd som Frida i Skattegården. De ägnade sig dock mer exklusivt åt endast läkekonst. 
Ett av TV-programmen i Jonna Ulins serie Utgrävarna från 2006 handlade om Göta-Lena. I programmet gjordes en mindre undersökning av platsen för Göta-Lenas stuga i Klockarehemmet på Hökensås.